# Joe Anderson
Joe Anderson (Bury, 26 marzo 1982) è un attore britannico.

## Biografia
Nato in Inghilterra da due attori teatrali, Miles Anderson e Lesley Duff, ha studiato presso il Richmond upon Thames College ed in seguito alla Webber Douglas Academy of Dramatic Art di Londra. Dopo aver vissuto per qualche periodo su una barca, inizia la sua carriera cinematografica, debuttando nel film Creep - Il chirurgo.
Dopo aver lavorato in alcune produzioni televisive si mette in luce come il nipote di Beethoven in Io e Beethoven di Agnieszka Holland. Il 2007 è un anno importante per la sua carriera, infatti recita nel film Becoming Jane - Il ritratto di una donna contro, interpreta Peter Hook in Control di Anton Corbijn e acquista popolarità grazie al ruolo di Max, giovane che viene mandato a combattere durante la guerra in Vietnam, nel visionario film di Julie Taymor Across the Universe.
Nel 2008 recita nell'horror Rovine, nello stesso anno lavora in High Life e Qualcosa di speciale, inoltre è nel cast nel film di Mira Nair, Amelia, sulla vita di Amelia Earhart.
Nel 2015 interpreta Mason Verger nella terza stagione di Hannibal, andando a sostituire Michael Pitt.
È sposato con la moglie Elle.

## Filmografia

### Cinema
- Creep - Il chirurgo (Creep), regia di Christopher Smith (2004)
- Silence Becomes You, regia di Stephanie Sinclaire (2005)
- Io e Beethoven (Copying Beethoven), regia di Agnieszka Holland (2006)
- Little Box of Sweets, regia di Meneka Das (2006)
- Becoming Jane - Il ritratto di una donna contro (Becoming Jane), regia di Julian Jarrold (2007)
- Control, regia di Anton Corbijn (2007)
- Across the Universe, regia di Julie Taymor (2007)
- Rovine (The Ruins), regia di Carter Smith (2008)
- The 27 Club, regia di Erica Dunton (2008)
- High Life, regia di Gary Yates (2009)
- Qualcosa di speciale (Love Happens), regia di Brandon Camp (2009)
- Amelia, regia di Mira Nair (2009)
- La città verrà distrutta all'alba (The Crazies), regia di Breck Eisner (2010)
- Operation: Endgame (Rogues Gallery), regia di Fouad Mikati (2010)
- Flutter, regia di Giles Borg (2011)
- The Grey, regia di Joe Carnahan (2011)
- The Twilight Saga: Breaking Dawn - Parte 2 (The Twilight Saga: Breaking Dawn - Part 2), regia di Bill Condon (2012)
- A Single Shot, regia di David M. Rosenthal (2013)
- Horns, regia di Alexandre Aja (2013)
- Hercules - Il guerriero (Hercules), regia di Brett Ratner (2014)
- Supremacy - La razza eletta (Supremacy) , regia di Deon Taylor (2014)
- Bleeding Heart, regia di Diane Bell (2015)
- My Father Die, regia di Sean Brosnan (2016)
- Abattoir, regia di Darren Lynn Bousman (2016)
- The Ballad of Lefty Brown, regia di Jared Moshe (2017)
- Hangman - Il gioco dell'impiccato (Hangman), regia di Johnny Martin (2017)
- Fuoco assassino 2 (Backdraft 2), regia di Gonzalo López-Gallego (2019)
- Cold Blood - Senza pace (Cold Blood), regia di Frédéric Petitjean (2019)

### Televisione
- L'ispettore Barnaby (Midsomer Murders) – serie TV, episodio 8x05 (2005)
- Afterlife - Oltre la vita (Afterlife) – serie TV, 1 episodio (2005)
- The River – serie TV, 8 episodi (2012)
- The Divide – serie TV, 8 episodi (2014)
- Hannibal – serie TV, 4 episodi (2015)
- Outsiders – serie TV, 26 episodi (2016-2017)
- Brave New World - serie TV, 2 episodi (2020)

## Doppiatori italiani
Nelle versioni in italiano delle opere in cui ha recitato, Joe Anderson è stato doppiato da:
- Andrea Mete in Across the Universe, Qualcosa di speciale, The Twilight Saga: Breaking Dawn - Parte 2, Fuoco assassino 2
- Francesco Bulckaen in Io e Beethoven, Becoming Jane - Il ritratto di una donna contro
- Francesco Pezzulli in Hannibal, Outsiders
- Gianluca Cortesi in Supremacy - La razza eletta
- Simone D'Andrea in Control
- Fabrizio Vidale in Rovine
- Stefano Crescentini in Amelia
- Roberto Gammino in La città verrà distrutta all'alba
- Alessandro Quarta in Operation: Endgame
- Loris Loddi in The Grey
- Marco Vivio in The River
- Daniele Raffaeli in A Single Shot
- Andrea Ward in Cold Blood - Senza pace
- Riccardo Petrozzi in The devil conspirancy